# 600ステーション
『600ステーション』（ろくまるステーション）は、テレビ朝日（ANN）で1989年10月2日から1991年3月29日までの間にかけて放送された月曜から金曜夕方のニュース番組。
本項では、1990年10月6日から1993年3月28日まで『600』の週末版として土・日曜に放送された『530ステーション』（ごうさんまるステーション）についても述べる。
なお正式な番組ロゴには「ANN」が入るため、それぞれ「600ステーション ANN」 → 「ANN 600ステーション」、「ANN 530ステーション」としていた。

## 番組概要
1991年3月31日まで、NNNとANNのクロスネット局だったテレビ信州は、クロスネット時代のANN夕方全国ニュースは、この番組が最後だった（同年4月1日に長野朝日放送開局のため）。これ以降同局は、日本テレビからのネット受けに変更となり、夕方の全国ニュースは『NNNニュースプラス1』となった。また、週末については1991年3月31日まではクロスネット局のテレビ信州や福井放送（日曜のみ）でもそれぞれネットされた（いずれもNNNとのクロスネット局 長野県のネット局は途中で同年4月1日開局の長野朝日放送へ移行）。なお、1991年4月以降のテレビ信州と福井放送における日曜の当該枠は『笑点』（日本テレビ系）の同時ネットになった。
後期の「ステーション」のロゴは、当時の『ニュースステーション』（Nステ）と同一デザインだった。これは、当時のANN系列報道番組において『Nステ』がフラグシップ（旗艦）的存在であったことも関係している。週末深夜の『ナイトライン』においても、当時の『Nステ』用に制作されたタイトルバックを一部流用して、それらの「連携」「連続性」をアピールしていた。
この番組のセットには特徴があり、ひとつは『Nステ』のキャスターの背後に見えるアークヒルズの夜景を模したミニチュアを配したセットのイメージをそのまま持ち込み、あたかも『Nステ』のセット後方にこの番組専用のデスクを配したかのような雰囲気を作り出していた。もうひとつは、当時としては画期的な液晶クロマキーパネルである。通常は一見してガラス板を立てているだけだが、スイッチを入れるとガラス板が緑色に変化する。この部分に別の映像を合成することで、様々な映像効果を演出できる。このセットからは朝帯のCNN関連番組も放送されていた。
1990年にテレビ朝日・および一部地方系列で放送されたアニメ『ガタピシ』の中で『600ステーション』という設定のニュース番組をペエスケが見ているという件があった（「まねっこ平太」など）。

### 600ステーション
『ニュースシャトル』の後番組として、NHKを退職しフリーアナウンサーとなった千田正穂をメインキャスターに起用。番組タイトルをほとんどの地域で統一させ、スタジオセットも同局の看板番組『ニュースステーション』を模したものにする（先述）などイメージ一新を狙った。なお、「600」の読みは、語感の響きと発音のしやすさから「ろくまる」とされていた。
しかし、『FNNスーパータイム』（フジテレビ）を筆頭とする他局裏番組との視聴率競争に埋没し、1991年3月で終了。同年4月1日からの後番組『ステーションEYE』に受け継がれる。

### 530ステーション
土曜日の『鳥越&畑 ザ・スクープ』内『ストレートニュース』および、日曜日の『ANNニュース&スポーツ』に代わり、月-金曜の『600』の週末バージョンとして放送していた。
『600』は変則的に「ろくまる」と読ませたが、こちらは『530』を「ごうさんまる」と読ませた。月-金曜版『600』終了後も土・日曜版『530』のみ放送が継続されたが、1993年3月末に終了。同年4月以降は土・日曜版も『ステーションEYE』へ改題した。

## 出演者
| 期間      | 期間      | 600ステーション | 600ステーション | 600ステーション | 600ステーション | 600ステーション | 530ステーション | 530ステーション | 530ステーション |
| 期間      | 期間      | メイン          | メイン          | スポーツ        | スポーツ        | 天気            | メイン          | メイン          | 天気            |
| 期間      | 期間      | 男性            | 女性            | 月 - 木曜日     | 金曜日          | 天気            | メイン          | メイン          | 天気            |
| --------- | --------- | --------------- | --------------- | --------------- | --------------- | --------------- | --------------- | --------------- | --------------- |
| 1989.10.2 | 1990.9.28 | 千田正穂        | 田中滋実        | 宮嶋泰子        | 田原浩史        | （不明）        | （放送なし）3   | （放送なし）3   | （放送なし）3   |
| 1990.9.30 | 1991.3.31 | 千田正穂        | 山上万恵美1     | 飯村真一2       | 飯村真一2       | 田中滋実1       | 畑恵4           | 朝岡聡5         | 黒川敦子1・5    |
| 1991.4.6  | 1992.9.27 | （放送終了）    | （放送終了）    | （放送終了）    | （放送終了）    | （放送終了）    | 畑恵4           | 山崎正6         | 黒川敦子1・5    |
| 1992.10.3 | 1993.3.28 | （放送終了）    | （放送終了）    | （放送終了）    | （放送終了）    | （放送終了）    | 清文枝1         | 山崎正6         | 黒川敦子1・5    |

- 1 『ステーションEYE』も続投。
- 2 『やじうまワイド』を兼務。
- 3 1990年9月まで、土曜日は『鳥越&畑 ザ・スクープ』、日曜日は『ANNニュース&スポーツ』をそれぞれ放送。
- 4 『鳥越&畑 ザ・スクープ』から続投。『サンデープロジェクト』を兼務。
- 5 『ANNニュース&スポーツ』から続投。『ナイトライン』を兼務（黒川は1991年4月7日まで）。
- 6 1992年3月29日まで『ANNニュースライナー』を兼務。畑恵降板後はメインキャスターとなっていた。

## 放送時間
※全て日本時間で記す。
600ステーション
- 月-金曜 18:00 - 18:50（前半の全国ニュース：18:00 - 18:30）

530ステーション
- 土曜 17:30 - 18:00（前半の全国ニュース：17:30 - 17:52頃）
- 日曜 17:30 - 17:55（前半の全国ニュース：17:30 - 17:46頃）

## テーマ曲・オープニング
| 期間      | 期間      | 歌手名あるいは曲名                                       | 備考                                                                                             |
| --------- | --------- | -------------------------------------------------------- | ------------------------------------------------------------------------------------------------ |
| 1989.10.2 | 1990.9.28 | 『600ステーションのテーマ』                              | CM前のアイキャッチには「♪Sta-tion, six,oh,oh〜」という女声コーラスの入るオリジナル曲が使用された |
| 1990.10.1 | 1991.3.31 | 東京スカパラダイスオーケストラ『栄光へのカウントダウン』 | 『530』と共通で『600』後期テーマ曲として使用されていた                                           |
| 1991.4.6  | 1993.3.28 | カシオペア『FLUSH UP』                                   | 『600』終了後の『530』後期での使用                                                               |

## ネット局
| 放送対象地域   | 放送局                             | 系列    | 備考                                                      |
| -------------- | ---------------------------------- | ------- | --------------------------------------------------------- |
| 関東広域圏     | テレビ朝日                         | ANN     | 基幹・報道部番組制作局                                    |
| 北海道         | 北海道テレビ                       | ANN     |                                                           |
| 青森県         | 青森朝日放送                       | ANN     | 1991年10月開局から 『530』のみ放送、後半は『ABAニュース』 |
| 宮城県         | 東日本放送                         | ANN     |                                                           |
| 秋田県         | 秋田朝日放送                       | ANN     | 1992年10月開局から、『530』のみ放送                       |
| 福島県         | 福島放送                           | ANN     |                                                           |
| 新潟県         | 新潟テレビ21                       | ANN     |                                                           |
| 長野県         | テレビ信州                         | NNN/ANN | 1991年3月31日まで                                         |
| 長野県         | 長野朝日放送                       | ANN     | 1991年4月1日開局から、『530』のみ放送                     |
| 静岡県         | 静岡県民放送（静岡けんみんテレビ） | ANN     | 現:静岡朝日テレビ                                         |
| 石川県         | 北陸朝日放送                       | ANN     | 1991年10月開局から、『530』のみ放送                       |
| 福井県         | 福井放送                           | NNN/ANN | 1991年3月24日打ち切り 日曜のみ、『530』として放送         |
| 中京広域圏     | 名古屋テレビ                       | ANN     |                                                           |
| 近畿広域圏     | 朝日放送                           | ANN     | 現:朝日放送テレビ                                         |
| 広島県         | 広島ホームテレビ                   | ANN     |                                                           |
| 香川県・岡山県 | 瀬戸内海放送                       | ANN     |                                                           |
| 福岡県         | 九州朝日放送                       | ANN     |                                                           |
| 長崎県         | 長崎文化放送                       | ANN     | 1990年4月開局から                                         |
| 熊本県         | 熊本朝日放送                       | ANN     | 1989年10月開局から                                        |
| 鹿児島県       | 鹿児島放送                         | ANN     |                                                           |

### 「600ステーション」のANN系列局による同番組のローカルパート番組のタイトル
月-金曜版のタイトル。以下のデータは1991年3月の放送終了時点のもの。
| 放送局名                                                          | 番組名 |
| ----------------------------------------------------------------- | --- |
| ANB（現:EX） テレビ朝日                                           | 600ステーション ANN → ANN 600ステーション（番組制作局）                                                                                         |
| HTB 北海道テレビ                                                  | 1968年11月3日開局 - 1990年3月30日：HTBニュースロータリー 1990年4月2日 - 1992年3月27日：HTBニュースウェーブ                                      |
| KHB 東日本放送                                                    | 1989年10月2日 - 1990年3月30日：600ステーション ANN / 夕刊ですKHB 1990年4月2日 - 1991年3月29日：KHB 600ステーション ANN（金曜日のみは18:45まで） |
| KFB 福島放送                                                      | 1989年10月2日 - 1991年3月29日：KFB 600ステーション ANN / ヤン坊マー坊天気予報                                                                   |
| NT21（現:UX） 新潟テレビ21                                        | 1989年10月2日 - 1991年3月29日：NT21 600ステーション ANN / ウェザーアイ                                                                          |
| TSB テレビ信州 （1991年3月31日までクロスネット局、現在はNNN系列） | 1989年10月2日 - 1991年3月29日：TSB 600ステーション ANN                                                                                          |
| SKT 静岡県民放送 （静岡けんみんテレビ、現:SATV 静岡朝日テレビ）   | 1989年10月2日 - 1991年3月29日：SKT 600ステーション ANN → ANN SKT 600ステーション                                                                |
| NBN 名古屋テレビ                                                  | 1989年10月2日 - 1991年3月29日：名古屋テレビ600ステーション ANN                                                                                  |
| ABC 朝日放送 （現:朝日放送テレビ）                                | 1989年10月2日 - 1991年3月29日：ANN 600ステーションABC                                                                                           |
| HOME 広島ホームテレビ                                             | 1989年10月2日 - 1991年3月29日：HOME 600ステーション ANN                                                                                         |
| KSB 瀬戸内海放送                                                  | 1989年10月2日 - 1991年3月29日：KSB 600ステーション ANN → KSB ANN 600ステーション                                                                |
| KBC 九州朝日放送                                                  | 1989年4月3日 - 1992年10月2日：KBCニュース ハーツトゥハーツ                                                                                      |
| ncc 長崎文化放送                                                  | 1990年4月2日 - 1991年3月29日：ncc 630ステーション                                                                                               |
| KAB 熊本朝日放送                                                  | 1989年10月2日 - 1991年3月29日：KAB 600ステーション ANN → ANN KAB 600ステーション / KABウェザーボイス                                            |
| KKB 鹿児島放送                                                    | 1987年10月19日 - 1991年10月4日：KKBニュース（第2期）                                                                                            |

### 「530ステーション」のANN系列局のローカル番組のタイトル
いずれも週末版のタイトル。以下のデータは1993年3月の放送終了時点のもの。
| 放送局名                                                        | 番組名 |
| --------------------------------------------------------------- | --- |
| ANB（現:EX） テレビ朝日                                         | ANN 530ステーション（番組制作局） |
| HTB 北海道テレビ                                                | 1990年10月6日 - 1991年3月31日：news SAT（土曜） / ANN 530ステーション（土曜のみ、ローカルニュースパート） / ANN 530ステーション（日曜のみ、ローカルニュースパート） 1991年4月6日 - 1993年3月28日：ANN 530ステーション（ローカルニュースパート） |
| ABA 青森朝日放送                                                | 1991年9月28日 - 1993年3月28日：ANN 530ステーション / ABAニュース |
| KHB 東日本放送                                                  | KHB 530ステーション ANN |
| AAB 秋田朝日放送                                                | 1992年9月26日 - 1993年3月28日：ANN 530ステーション（ローカルニュースパート） |
| KFB 福島放送                                                    | KFB 530ステーション ANN |
| NT21（現:UX） 新潟テレビ21                                      | NT21 530ステーション ANN |
| TSB テレビ信州                                                  | TSB ANN 530ステーション （1991年3月31日まで日本テレビ系列とテレビ朝日系列のクロスネット局） |
| ABN（現:abn） 長野朝日放送                                      | ANN 530ステーション（ローカルニュースパート） |
| SKT 静岡県民放送 （静岡けんみんテレビ、現:SATV 静岡朝日テレビ） | ANN SKT 530ステーション |
| HAB 北陸朝日放送                                                | 1991年9月28日 - 1993年3月28日：ANN 530ステーション（ローカルニュースパート） |
| FBC 福井放送                                                    | 朝日新聞テレビ夕刊 （1991年3月24日まで日曜日のみ） |
| NBN 名古屋テレビ                                                | ANN名古屋テレビ530ステーション |
| ABC 朝日放送 （現:朝日放送テレビ）                              | ANN ABC 530ステーション |
| HOME 広島ホームテレビ                                           | ANN 530ステーション（ローカルニュースパート） |
| KSB 瀬戸内海放送                                                | KSB ANN 530ステーション |
| KBC 九州朝日放送                                                | ANN 530ステーション（ローカルニュースパート） |
| ncc 長崎文化放送                                                | ANN 530ステーション / nccニュース（18:55から放送） |
| KAB 熊本朝日放送                                                | ANN KAB 530ステーション |
| KKB 鹿児島放送                                                  | ANN 530ステーション / KKBニュース（18:55から放送） |